# Castello di Aiello Calabro
Das Castello di Aiello Calabro ist eine Burgruine aus dem 11. Jahrhundert in Aiello Calabro in der italienischen Region Kalabrien.

## Geschichte
Bereits zu Zeiten des byzantinischen Reiches war das Gelände der heutigen Burgruine befestigt, vermutlich, um den arabischen Überfällen zu widerstehen. Die benachbarte Stadt Amantea war 846 und erneut 885–886 ein arabisches Emirat und wurde 976 und 1031–1032 nochmals von den sizilianischen Arabern erobert. Im Jahre 1065 widerstand das Castello di Aiello Calabro vier Monate lang den Angriffen von Robert Guiskard, der während der Belagerung zwei Neffen verlor, die dann in der Nähe des Klosters Sant'Eufemia begraben wurden.
In schwäbischer Zeit war Aiello Calabro das Lehen von Riccardo di Salerno, dem Sohn von Matteo di Salerno, Kanzler und Protonotar von Kaiser Friedrich II., und Bruder von Nicola di Salerno, Erzbischof von Salerno. Es erlangte daher große Bedeutung, nicht nur in strategischer, sondern auch in wirtschaftlicher und sozialer Hinsicht.
1269 rebellierten Aiello Calabro und Amantea zusammen mit anderen Orten in Kalabrien gegen den neuen Souverän Karl I. von Anjou, einen Franzosen, den das Papsttum und das Königreich Frankreich eingesetzt hatten, um den Nachkommen der schwäbischen Familie, Konradin, auszubooten. Aiello Calabro wurde also von den Truppen des Henkers von Val di Crati, Giovanni Brayda, und des Erzbischofes von Cosenza, Tommaso Agni aus Lentini, belagert. Als es erobert worden war, wurde es zur Basis für die Rückeroberung von Amantea. Die gefangengenommenen Rebellen wurden im Castello di Aiello Calabro eingesperrt und streng bestraft, indem man ihnen beide Augen ausstach oder ihnen eine ähnlich blutige Strafe angedeihen ließ.
Aus diesem Grunde war die Garnison des Castello di Aiello Calabro im Jahre 1270 zusammen mit der von Stilo die zahlreichste in ganz Kalabrien. Das Dorf, das ungefähr 1000 Einwohner zählte, musste hohe Steuern für die Unterhaltung einer so großen Garnison bezahlen. Die Kastellane dagegen erhielten fabelhafte Gehälter: So wissen wir z. B., dass Giovanni di Sorrento, Kapitän und Kastellan im Jahre 1421, ein Jahresgehalt von 30 Unzen (heute ungefähr 37.700 €) erhielt.
1463 wurde Ferdinand I. von Aragon in das Lehen von Aiello Calabro investiert, das gerade nach dem letzten Versuch derer von Anjou, das Königreich Neapel zurückzuerhalten, dem treuen Ferdinando de Siscar, Verteidiger von Cosenza während der angioinischen Revolte, zurückerobert worden war. Die Siscars behielten das Lehen und seine Dependenzen Serra d’Aiello, Lago und Cleto bis 1563 und verkauften sie dann an die Familie Cybo-Malaspina für 38.000 Dukaten.
In der Zwischenzeit war Aiello Calabro während des kurzen Intermezzos der französischen Besatzung des Königreichs Neapel durch König Karl VIII. (1496–1498) die Hochburg der dem König Ferdinand treuen Aragonier; dieser lebte im Exil in Ischia. Deshalb wurde die Burg von Franzosen belagert und nicht ohne große Verluste von Gonzalo Fernández de Córdoba y Aguilar befreit.
Im 16. Jahrhundert war das Castello di Aiello Calabro eine der größten und bekanntesten Burgen im südlichen Italien. Seine allmähliche Aufgabe war durch die Schäden bedingt, die das Erdbeben von 1638 verursacht hatte, und die noch viel gravierenderen durch das 1783, das unter anderem den Kastellan Giuseppe Parise tötete. 1789 ordnete der Pächter des Lehens, Carlo di Tocco, Herzog von Popoli, (Schwager der legitimen Lehensherrin Maria Teresa Cybo), eine Schadensaufnahme der Burg mit dem Ziel einer Restaurierung an. Aber die Lage zeigte sich als so desaströs, dass er alle derartigen Projekte fallenließ.
Das Erdbeben von 1905 verursachte die Ablösung von Blöcken vom Felsen, auf dem die Burg steht, die dann auf das Dorf fielen und zum Einsturz einiger Wohnhäuser führten.
In den 1990er-Jahren wurde mit der Reinigung des Burggeländes begonnen, das von Büschen überwuchert war. 2008 begann man mit Pflasterung der Zufahrtsstraße und der Installation einer Straßenbeleuchtung, was 240.000 € kostete und 2011 abgeschlossen wurde.

## Beschreibung
Von der Burg sind bis heute nur noch einige Umfassungsmauern und die Sporntürme vorhanden. Ursprünglich muss die Burg einen trapezförmigen Grundriss gehabt haben, der nur mit zwei Türmen im Osten und im Norden versehen war, weil die anderen beiden Seiten schon von Natur aus unzugänglich sind.